# Congénies
Congénies – miejscowość i gmina we Francji, w regionie Oksytania, w departamencie Gard.
Według danych na rok 1990 gminę zamieszkiwały 903 osoby, a gęstość zaludnienia wynosiła 105 osób/km² (wśród 1545 gmin Langwedocji-Roussillon Congénies plasuje się na 373. miejscu pod względem liczby ludności, natomiast pod względem powierzchni na miejscu 825.).
- http://congenies.canalblog.com